# Calycina (kever)
Calycina is een geslacht van kevers uit de familie spartelkevers (Mordellidae).
Het geslacht is voor het eerst wetenschappelijk beschreven in 1922 door Blair.

## Soorten
Het geslacht omvat de volgende soorten:
- Calycina borneensis (Blair, 1922)
- Calycina guineensis (Blair, 1922)
- Calycina impressa (Pic, 1931)
- Calycina major Nomura, 1967
- Calycina nigriceps (Blair, 1922)
- Calycina nigroapicalis Nomura, 1967
- Calycina palpalis (Blair, 1922)
- Calycina sericeobrunnea (Blair, 1915)
- Calycina sudanensis Ermisch, 1968
- Calycina tarsalis (Blair, 1922)